# Atlantique Khanh
Pour les articles homonymes, voir Atlantique (homonymie).
Atlantique Vénus Nguyen Manh Khanh, plus connue sous le nom d’Atlantique est une chanteuse française ayant commencé sa carrière à la fin des années 1980. Elle s'appelle aujourd'hui Atlantique Ascoli depuis son mariage avec le producteur Philippe Ascoli, elle est la fille du designer Quasar Khanh et de la styliste Emmanuelle Khanh.
Elle commence sa carrière de chanteuse en 1987 avec le titre « Je n'aime personne » puis sort en 1989 son 2e 45 tours, « Poussée par le vent ». Ce second titre connaîtra un certain succès, rentrant dans le Top 50 français en 1990 et fera partie du premier album de l'artiste Trampolino paru en 1991. Trois ans plus tard, elle publie son second album, l'éponyme Atlantique (produit par l'anglais Brendan Lynch). De cet album, on retiendra la reprise d'un titre d'Antônio Carlos Jobim « Les Eaux de Mars », interprété auparavant par Georges Moustaki ; éditée en single, elle rencontrera également un certain succès, intégrant aussi quelques mois plus tard le Top 50.

Par la suite, la chanteuse se fera plus discrète, participant occasionnellement à des projets musicaux d'autres artistes comme Doc Gyneco.

## Discographie

### Singles
- Je n'aime personne (1987)
- Poussée par le vent (1989) - no 44 en France
- Les Eaux de Mars (1994) - no 44 en France

### Albums
- Trampolino (1991)
- Atlantique (1994) - produit par Brendan Lynch

### Participations
- Les Filles du Moove (avril 1996) de l'album Première consultation du rappeur Doc Gyneco.
- Nothing To Loose (juin 1996) de l'album Sacrebleu du DJ House Dimitri from Paris
- Chaos (1998) de l'album Psyence Fiction du groupe trip hop anglais UNKLE.